# Kościół Wniebowzięcia Najświętszej Marii Panny w Lubiążu

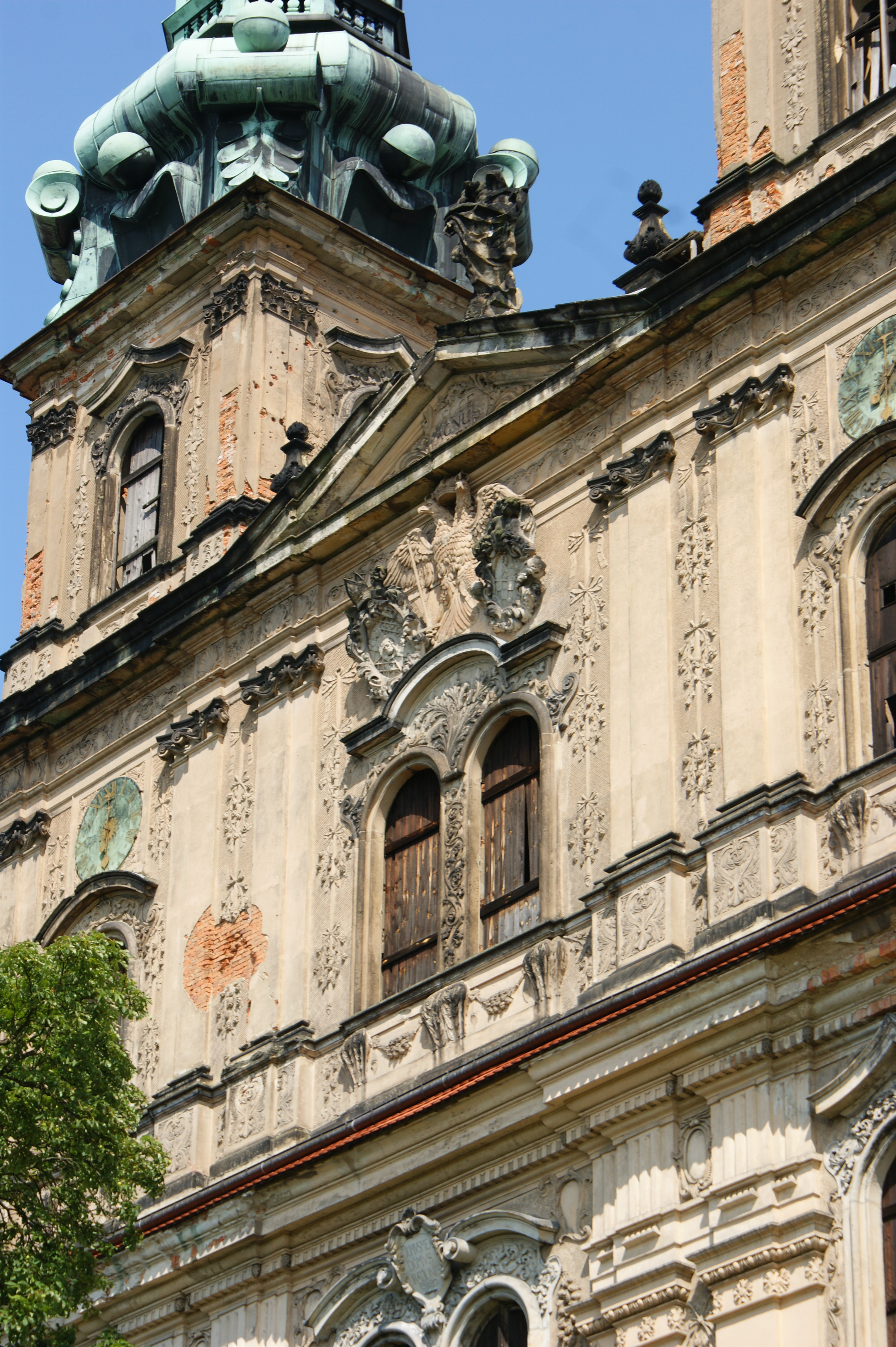
Detal

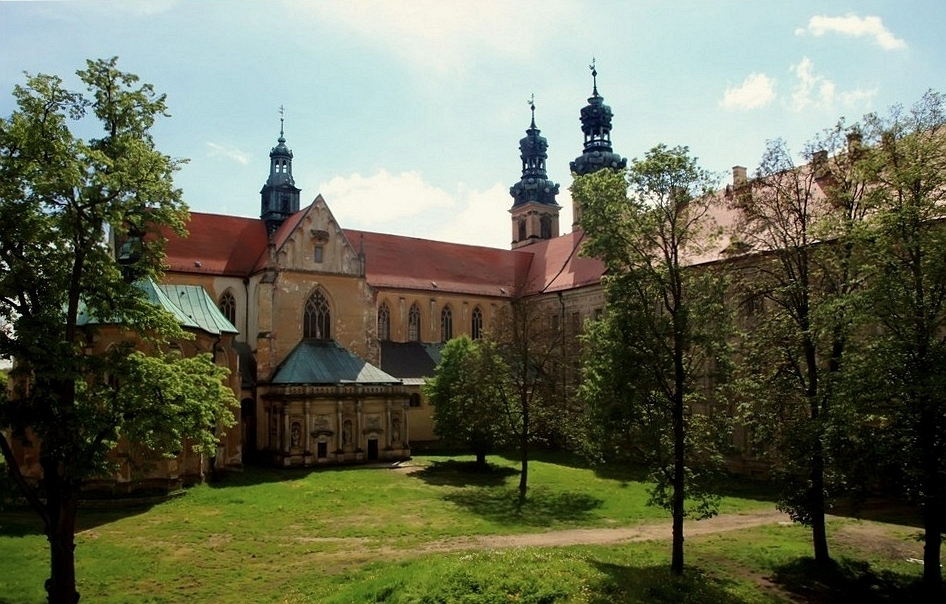
Widok na transept z Pałacu opata

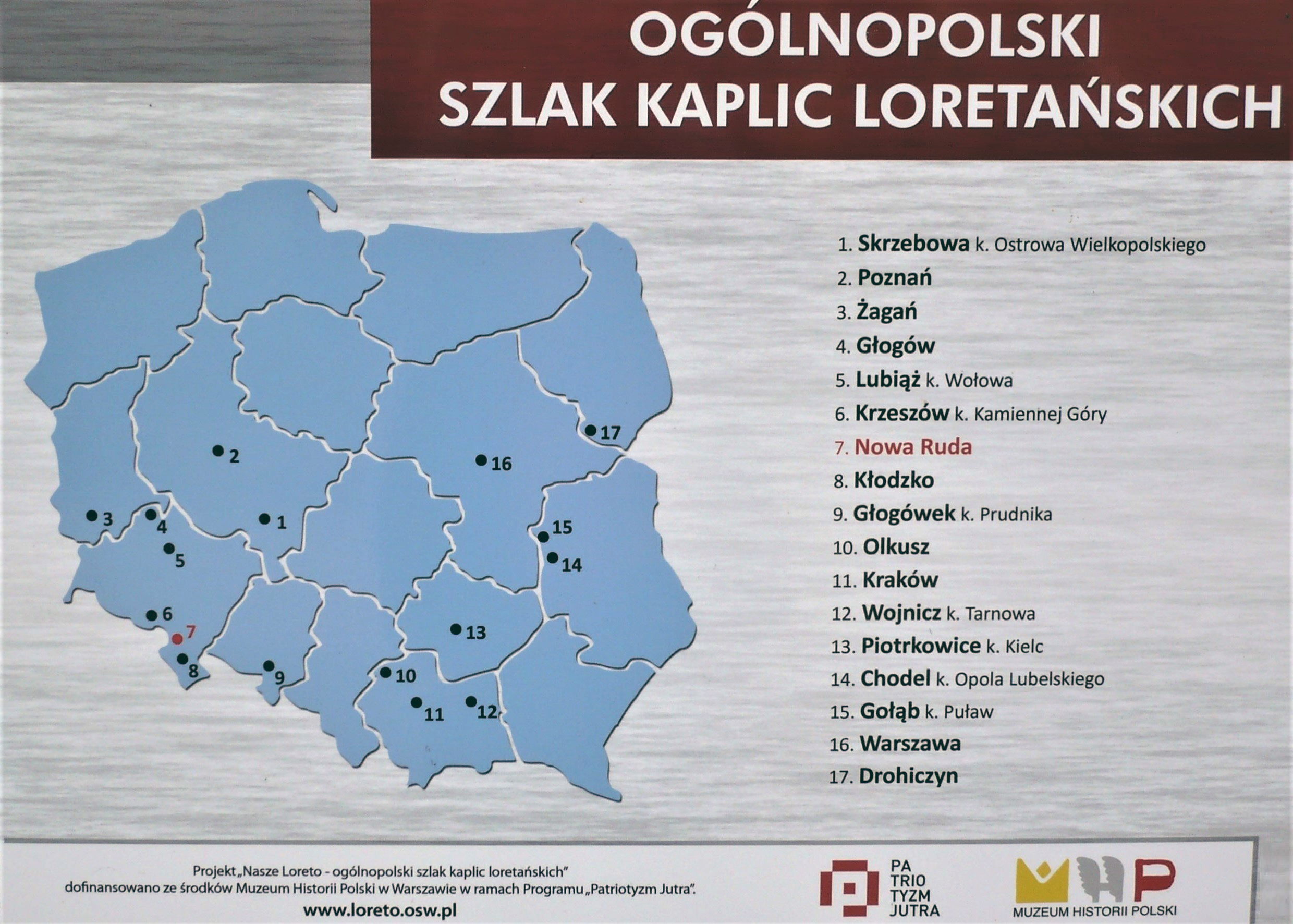
Ogólnopolski szlak kaplic loretańskich - tablica

Kościół Wniebowzięcia Najświętszej Marii Panny w Lubiążu — nieczynna świątynia, perła sztuki barokowej i mauzoleum Piastów śląskich w kompleksie opactwa cysterskiego w Lubiążu, w gminie Wołów na Dolnym Śląsku.

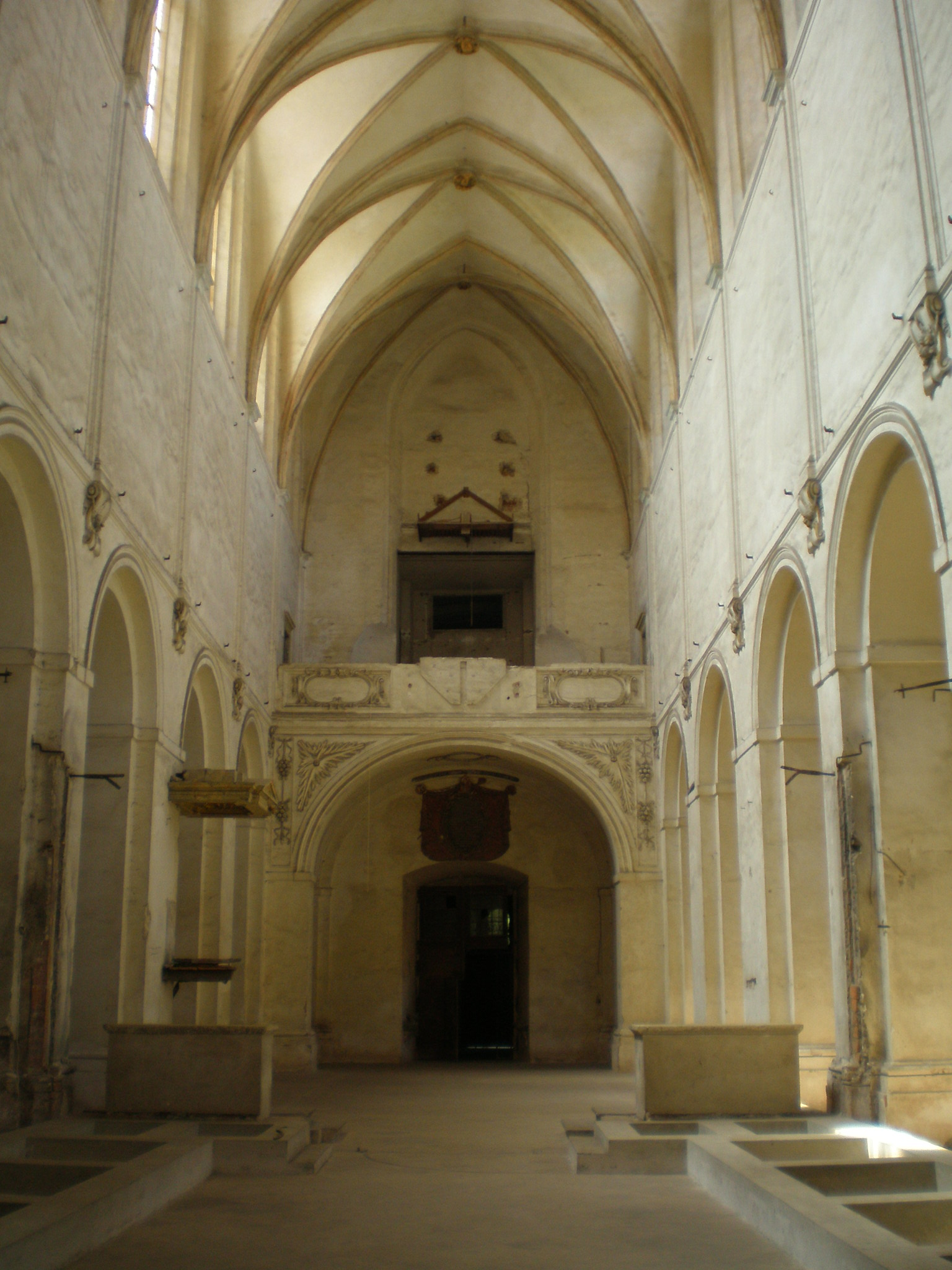
Widok na chór, stan obecny.

## Historia
Pierwszy kościół klasztorny wspominany jest już jako istniejący w 1208 r. Następnie między XIII a XIV wiekiem został on powiększony, z tego okresu pochodzi sklepienie gwiaździste w transepcie (sklepienie ramienia północnego pochodzi z XVI stulecia). Od północnego wschodu do kościoła przylega kaplica książęca wzniesiona w 1312 r. na planie krzyża greckiego, którego każde z ramion zamknięte jest poligonalnie. W jej wnętrzu znajdowała się nagrobna tumba księcia Bolesława III Legnicko-Brzeskiego zwanego rozrzutnym (Książę przedstawiony jest z modelem swojej kaplicy, którą trzyma w prawej ręce).
Wygląd obecny Bazylika uzyskała W końcu XVII wieku, kiedy to pod kierownictwem Matthiasa Steinla dokonano przebudowy kościoła w stylu barokowym. Przebudowa ta gruntownie zmieniła charakter świątyni. Nawy boczne przykryto nowymi sklepieniami krzyżowymi bez żeber. Zniszczono gotycką fasadę zachodnią, budując na jej miejscu obecną bogatą fasadę z dwiema wieżami, kryjącą przedsionek. Wówczas całość została włączona do tak zwanego masywu zachodniego, w który skład wchodzą: fasada kościoła oraz elewacje klasztoru i pałacu opata. Przy północnym ramieniu transeptu około 1700 roku wzniesiono kaplice Loretańską, używaną jako zakrystia.
W okresie II wojny światowej kościół Najświętszej Marii Panny podobnie jak cały pocysterski kompleks został całkowicie ogołocony przez Niemców. Wyposażenie wraz z wspaniałymi stallami anielskimi Matthiasa Steinla pocięto na kawałki i wywieziono do Lubomierza oraz Krzeszowa, gdzie zostały ukryte, a skąd po wojnie powędrowały dalej do wielu miast w Polsce np. Stężycy oraz Siedlec. Dzieła zniszczenia ostatecznie dokonali Rosjanie, którzy splądrowali oraz rozgrabili znajdujące się pod kościołem krypty, w których do dziś dzień spoczywa 98 zmumifikowanych ciał książąt, opatów oraz zasłużonych zakonników cysterskich. Ich trumny zostały zniszczone a ciała porozrzucane, obecnie z całą pewnością udało się zidentyfikować tylko ciało Michaela Leopolda Willmanna. W przedsionku znajduje się pamiątka po Rosjanach, w postaci dwóch malunków umieszczonych w przeciwległych niszach przedstawiających popiersia Michała Kutuzowa oraz Aleksandra Suworowa. Z oryginalnego wystroju utrzymanego w stylu bujnego baroku przetrwały tylko mensy ołtarzowe oraz fragmenty rzeźb ołtarzowych. Większa część obrazów śląskiego Rembrandta została wywieziona do Warszawy gdzie znajdują się do dziś. W szalonych poszukiwaniach skarbów przez Rosjan, tumba w kaplicy książęcej została zniszczona przez wrzucenie do niej granatu. Ostatecznie udało się ją odrestaurować na początku lat 80., obecnie znajduje się w Muzeum Narodowym we Wrocławiu.

## Architektura

### Wnętrze
Kościół jest budowlą 3 nawową o układzie bazylikowym, wykonany z cegły i piaskowca. Wzniesiony na planie krzyża łacińskiego z trzynawowym i trójprzęsłowym prezbiterium otoczonym prostokątnym obejściem. Transept na rzucie nie odznacza się za bardzo, gdyż jego szerokość jest równa nawom bocznym. Korpus nawowy o 6 przęsłach posiada długość 61,5 m przy wysokości nawy głównej 20 m. Korpus nakrywają sklepienia krzyżowo-żebrowe o stromych łukach. W południowo-wschodnim narożniku prezbiterium znajduje się późnoromańska kamienna piscina w kształcie kolumny z bogato rzeźbioną głowicą. W posadzce przed ołtarzem osadzono 2 brązowe gotyckie nagrobki książąt śląskich: Bolesława I wysokiego (fundatora klasztoru zm. 1201 r) następnie księcia Konrada II Żagańskiego zwanego garbatym (zm. 1304). Obok kamiennej balustrady oddzielającej prezbiterium osadzono płytę nagrobną księcia Przemysława I ścinawskiego (zm. 1289) (wszystkie płyty z rzeźbami książąt). Obejście zamykają kaplice kopułowe z latarniami. Kopuły bogato dekorowane sztukateriami i plafonami, w północnej znajduje się przejście do kaplicy książęcej. W południowej kaplicy obejścia a dokładnie na jej południowej ścianie, widnieje renesansowa płyta nagrobna Matthiasa Rudolfa z Hennersdorfu (opat przedstawiony w całym stroju liturgicznym), wykonana z czerwonego marmuru. Zachodnią ścianę obejścia zdobią resztki pomnika 8 opatów, oraz okrągłą tablicą jego fundacji zamknięta wieńcem i liśćmi akantu, na jej szczycie znajduje się czaszka z infułą.

### Fasada
Fasada 3 osiowa w tym dwie wieże o barokowych hełmach. Całość utrzymana w kolorze piaskowym, jedynie w trzeciej kondygnacji drugiej osi obramienie lekko błękitnawe. Wszystkie zdobione ornamentalnie części muru są pokryte tynkiem mocno podziurkowanym (dziurki w kształcie małych kwadratów). Oś 2 (główna) z portalem ma 4 kondygnacje, wieże mają po 5 kondygnacji (osie 1 i 3). Osie całego korpusu kościoła oddzielone w sposób YxYYxYYxY, czyli drugą oś (x) flankują pary zdwojonych pilastrów (y), w przyziemiu są to lizeny. Do portalu prowadzą 5 stopniowe okrągłe schody. W portalu znajdują się drewniane drzwi zdobione geometrycznie. Nadświetle zamknięte łukiem pełnym, ażurowe z motywem pozwijanych liści akantu. Oścież dekorowana liśćmi dębu. U góry konsole wspierają archiwoltę zdobioną mięsistymi liśćmi akantu przechodzącymi jakby w rocaille, całość wieńczy maszkaron. Portal flankowany jest wysuniętymi z lica muru kolumnami ustawionymi romboidalnie. Kolumny wsparte na cokołach, trzony kolumn gładkie z kapitelem kompozytowym. Za kolumnami widzimy zwielokrotnione pilastry również romboidalnie, mocno wysunięte. Na kapitelach kolumn widzimy nasadnik łączący się w gierowany gzyms przechodzący łukowo nad archiwoltą. Całość ostatecznie wieńczą 3 pełnoplastyczne barokowe rzeźby ze śladami mocowania aureoli (NMP, Chrystus zmartwychwstały, Jan Chrzciciel). Dwie umieszczone na nasadnikach, a mocno uszkodzona rzeźba Chrystusa na środku łuku (postać Chrystusa pochylona z ugiętymi kolanami lewą ręką obejmuje krzyż, postaci brakuje lewego nadgarstka, połowy krzyża, całej prawej ręki i głowy). W grupie rzeźbiarskiej brak korelacji z sobą wszystkie postacie wydają się patrzeć na widza przed portalem. W osiach 1 i 3 przyziemia przeźrocza wąskie zamknięte łukiem pełnym zdobione uszato. Szczyt łuku okna wieńczy liść akantu. Całość przykrywa naczółek kotarowy dwudzielny. Przestrzeń między oknem a naczółkiem misternie wypełniona wiciami liści (tak dekorowane okno występują w kondygnacjach 1, 3, 5). Okna w przyziemiu zakratowane. Między przyziemiem a
2 kondygnacja – widzimy ciągły fryz z wicią roślinną. Nad nim znajduje się gzyms kordonowy, dalej widzimy gierowaną wstęgę. Pod oknami wstęgę tą zdobią fantazyjne maszkarony na kartuszach, które spinają festony. Przestrzenie wstęgi pod pilastrami posiadają inną dekoracje przypominającą rozwiane w przeciwną stronę kłosy zboża splecione z sobą wieńcem. Wstęga ta stanowi podstawę do okien i zdwojonych pilastrów w analogicznym rytmie do lizen. W osi głównej widzimy bliźniacze okna zamknięte łukiem pełnym (wszystkie okna są w ten sposób zamknięte różnią się jedynie naczółkiem i zdobieniami). Okna mieszczą się w szerokości portalu, filar między nimi rzeźbiony (plecionkowy stylizowany akant). Tutaj zachował się fragment oszklenia okien. Okna były kwaterowane na 4 części, w tych kwaterach dzieliły się na mniejsze o kształcie plastra miodu (sześciokątne kwaterki). Przestrzenie między oknami a pilastrami wypełnione zwisającymi bukietami kwiatów i owoców (winogrona, jabłka, kwiaty). Oba otwory zamknięte wspólnym zdobieniem, pokryte wspólnym naczółkiem dzwonowatym na którym leży rzeźbiona prostokątna kostka. Między łukami bliźniaczych okien w żagielku zawieszona konsola. Cała przestrzeń między naczółkiem a oknami wypełniona analogicznym do pozostałych zdobieniem. Następnie przestrzenie między zdwojonymi pilastrami posiadają analogiczne zdobienie bukietowe zahaczone o cienki fryz przypominający jajownik rozgraniczający piętra. Osie ościenne posiadają pojedyncze analogiczne otwory okienne, flankowane przez identyczne bukiety kwiatów. Okna zdobione uszato, na szczycie łuku znajduje się muszla. Otwór przykrywa naczółek odcinkowy, pozostałą przestrzeń wypełniają analogiczne zdobienia (tak dekorowane okna występują w kondygnacjach 2 i 4). Na skrajach wszystkich naczółków tej kondygnacji widzimy po 2 spięte festonem konsole, jest to wsparcie do cienkiego gierowanego fryzu który chowa się pod pilastrami, a wychodzi przed lico muru pod oknami. Tylko w ten sposób kondygnacje zostają oddzielone. Ten drobny fryz pod oknami posiada motyw liści akantu a w wąskich partiach bez okiem przypomina jajownik.
3 kondygnacja – w osi głównej widzimy podobne rozwiązanie okien i ich zdobień z wyjątkiem w żagielku zamiast konsoli znajduje się kartusz z wyrytą maksymą
- „DOMUS MEA DOMUS ORATIONIS” (Mój dom jest domem modlitwy).

Obydwa okna przykrywa tu jeden naczółek odcinkowy. Boki okien zdobią zwisy (opisując od góry w dół) bukietów o nie zahaczone są kartusze a następnie muszla opleciona wieńcem. Same okna wspierają się na 2 prostokątnych niszach wypełnionych pozwijanymi liśćmi akantu. Całość leży na fryzie separującym kondygnacje. Osie boczne zdobią okna identyczne rozwiązane jak w przyziemiu (tyle że tu bez krat). Parapety tych okien wspierają się na prostokątnej płycinie której wnętrze wypełnia mocno ciosana muszla. Przestrzenie między oknem a pilastrami oplatają liście akantu. Między zdwojonymi pilastrami widzimy, zdobienie w postaci dwóch splecionych z sobą gałęzi dębu. Na toskańskich kapitelach pilastrów widzimy motyw jajownika. Nad kapitelami widzimy mocno połamane (gierowane) belkowanie (architraw, fryz z tryglifami). W belkowaniu metopy wypełnione są kartuszami. Dalej widzimy gzyms który jednocześnie jest gzymsem koronującym cały masyw zachodni. Pod gzymsem w szerokości korpusu kościoła widzimy opasający motyw kroksztynu.
4 Kondygnacja oddzielona jest analogiczną gierowaną wstęgą. Tyle że tu na czole wstęgi pod oknami znajdujemy po 2 konsole dla osi bocznych oraz 3 konsole wspierające okna 2 osi. konsole połączone są z sobą festonami. Części wstęgi będące cokołami dla pilastrów zdobią pozwijane liście w kształt zbliżony do serca. Osie oddzielają zdwojone pilastry jońskie z spiętymi festonem wolutami. Porządek pilastrów jest analogiczny do kondygnacji poniżej. Okna w 2 osi analogiczne do pozostałych. Tutaj obydwa okna pokrywa naczółek w kształcie łuku nadwieszonego. Na naczółku zasiada sporej wielkości dwugłowy orzeł, flankowany przez pełnoplastyczne bogato rzeźbione kartusze herbowe. Prawy kartusz podczytuje anioł. Z za lewego kartusza wystaje pastorał a na koronie rangowej znajduje się infuła. W sercu zaś znajduje się głowa starca (kartusz analogiczny z umieszczonym nad portalem pałacu opata). Orzeł każdą głową patrzy w przeciwną stronę i na każdej nosi Mirta mitrę książęcą. Obie głowy przykrywa jedna korona królewska. W prawej łapie orzeł trzyma miecz a w lewej jabłko królewskie. Okna w osiach bocznych rozwiązane tak samo jak w kondygnacji drugiej z identycznym naczółkiem. Nad naczółkami obojga okien widnieją tarcze zegarowe. Przestrzenie między oknem a pilastrem oraz między pilastrami zdobią bukiety kwiatów (prawdopodobnie róże). Nad pilastrami widzimy belkowanie z fryzem ciągłym. Wyżej znajduje się silnie odsunięty od lica gzyms koronujący. Ostatecznie oś główną wieńczy trójkątny przyczółek z tympanonem. W tympanonie łacińskie
- „ECCE AGNUS DEI” (Oto Baranek boży).

Na brzegach przyczółka stoją pojedyncze tralki na cokołach. Szczyt przyczółka wieńczy frontalna rzeźba Madonny z dzieciątkiem (uszkodzona: brak głowy). W tej kondygnacji wieże zaczynają wychodzić z dachu kompleksu. Od południa i północy wyłaniające się ścianki starają się powtórzyć wymienione detale. na wpół ścięte okno jest ślepe a miejsce gdzie powinien być zegar zdobi ośmioramienna gwiazda wpisana w koło.
5 kondygnacja, wieże. Przeźrocza z naczółkiem i zdobieniem analogiczne do pierwszej i trzeciej kondygnacji. Okno wspiera się ponownie na gierowanej wstędze. Tutaj przeźrocza okienne zakryte ażurową stolarką. Czoło wstęgi zdobione motywem palmetowym. Narożniki wieży zdobione zdwojonymi pilastrami korynckimi. Przestrzeń między oknem a pilastrami wypełniają kwiatowe zwisy zawieszone na wstęgach o bardzo dużych otwartych kwiatach. Pilastry wspierają połamane belkowanie z ciągłym fryzem z ornamentem roślinnym. Nad belkowaniem gzyms, powyżej znajdują się barokowe hełmy zwieńczone iglicą z kula na której stoją krzyże arcybiskupie podczytywane przez latające anioły (złote blaszki w kształcie lecących aniołków z daleka przypominają flagi).

## Nekropolia
Kościół stanowił nekropolię Piastów Śląskich. Pochowani tutaj zostali:
- Bolesław I Wysoki † 1201
- Bolesław - syn Bolesława Wysokiego † pomiędzy 1175 a 1181
- Konrad - syn Bolesława Wysokiego † przed 1190
- Bolesław - syn Henryka I Brodatego † pomiędzy 1206 a 1208
- Bolesław III Rozrzutny † 1352
- Władysław legnicki † po 1352
- Henryk III głogowski † 1309
- Konrad II Garbaty † 1304
- Przemko ścinawski † 1289
- Jan ścinawski † pomiędzy 1361 a 1364
- Przemko głogowski † 1331
- Konrad VI Dziekan † 1427
- Wacław - syn Ludwika I brzeskiego † po 1358, prawdopodobnie